# Saint-Vérain
Saint-Vérain is een gemeente in het Franse departement Nièvre (regio Bourgogne-Franche-Comté) en telt 350 inwoners (2009). De plaats maakt deel uit van het arrondissement Cosne-Cours-sur-Loire.

## Geografie
De oppervlakte van Saint-Vérain bedraagt 25,4 km², de bevolkingsdichtheid is 14,2 inwoners per km².
De onderstaande kaart toont de ligging van Saint-Vérain met de belangrijkste infrastructuur en aangrenzende gemeenten.

## Demografie
Onderstaande figuur toont het verloop van het inwonertal (bron: INSEE-tellingen).